# Komlan Agbégniadan
Komlan Agbégniadan (hay Platini) là một cầu thủ bóng đá người Togo thi đấu ở vị trí tiền đạo và tiền vệ cho Ivory Coast Ligue 1 side ASEC Mimosas
Komlan had trước đó thi đấu cho đội bóng tại Giải bóng đá ngoại hạng Ghana WAFA từ 15 tháng 5 năm 2016 sau khi đầu quân tại đội bóng ở Togolese Championnat National AS Togo-Port.
Anh từng là thành viên của đội hình Togo tham dự Cúp bóng đá châu Phi 2017.

## Sự nghiệp quốc tế

### Bàn thắng quốc tế
Tỉ số và kết quả liệt kê bàn thắng của Togo trước.
| #  | Ngày                 | Địa điểm                               | Đối thủ  | Tỉ số | Kết quả | Giải đấu                            |
| -- | -------------------- | -------------------------------------- | -------- | ----- | ------- | ----------------------------------- |
| 1. | 4 tháng 9 năm 2016   | Sân vận động Kégué, Lomé, Togo         | Djibouti | 4–0   | 5–0     | Vòng loại Cúp bóng đá châu Phi 2017 |
| 2. | 4 tháng 9 năm 2016   | Sân vận động Kégué, Lomé, Togo         | Djibouti | 5–0   | 5–0     | Vòng loại Cúp bóng đá châu Phi 2017 |
| 3. | 11 tháng 11 năm 2016 | Sân vận động El Menzah, Tunis, Tunisia | Comoros  | 2–2   | 2–2     | Giao hữu                            |